# Omen
Ein Omen (Plural Omen oder Omina, lateinisch omen ‚Vorzeichen, Vogelschau‘) ist ein Vorzeichen eines zukünftigen Ereignisses und findet in der Vorhersage dessen seine Verwendung. Insgesamt wird das Erkennen von Omen und das darauf basierende Wahrsagen als Divination bezeichnet. Schon im Lateinischen war oft ein schlechtes Vorzeichen gemeint (vgl. das deutsche Adjektiv ominös).

## Weitere Einzelheiten
Der Glaube an Omina geht auf die Hochkulturen des alten Orients zurück und bezeichnet eine Verknüpfung zwischen zwei Ereignissen, nicht notwendig eine kausale. Überall auf der Welt findet sich der Glaube an Vorzeichen, aus denen sich Hinweise über zukünftiges Geschehen deuten lassen. Das Individuum glaubt, ein Omen entweder zufällig wahrzunehmen, oder es macht sich auf die Suche. Die römischen Heere führten z. B. lange eigens Priester mit, die z. B. vor Schlachten in Funktion traten (Augur/Auspizien und Haruspex/Leberschau). Noch Wallenstein konsultierte seinen Astrologen Giovanni Battista Seni vor jeder militärischen Entscheidung.
Als Omen kann jedes Ereignis und Geschehen betrachtet werden, zum Beispiel Naturerscheinungen (Unwetter, Kometen, Verhalten von Tieren), Begegnungen mit bestimmten Personen oder andere unerklärliche Dinge, wie das Ergebnis eines Würfelwurfs. Heute existiert diese Vorstellung in der westlichen Welt lediglich noch als Volksglaube, häufig in Berufen, die riskante Züge haben (Seeleute, Soldaten, Schauspieler), wächst aber auch in Kriegszeiten wieder an.
Darüber hinaus ist er in anderen Kulturkreisen und Subkulturen (z. B. Esoterik) durchaus vertreten.